# L'aratore
L'aratore è un racconto di Karen Blixen pubblicato per la prima volta nel ottobre 1907 sotto lo pseudonimo di Osceola sulla rivista letteraria danese Gads danske Magasin.
Il racconto, nonostante venga scritto prima di Gli eremiti, sarà pubblicato 2 mesi dopo.